# IC 325
IC 325 је спирална галаксија у сазвјежђу Еридан која се налази на листи објеката дубоког неба у Индекс каталогу.
Деклинација објекта је - 7° 2' 47" а ректасцензија 3h 30m 48,8s. Привидна величина (магнитуда) објекта IC 325 износи 15,7 а фотографска магнитуда 16,5. IC 325 је још познат и под ознакама NPM1G -07.0125, PGC 1025189.